# Francesca Lollobrigida
Francesca Lollobrigida (n. 7 februarie 1991, Frascati, Lazio, Italia) este o sportivă ce a reprezentat Italia, medaliată olimpică. A participat la 3 ediții ale Jocurilor Olimpice (2014, 2018, 2022) în care a câștigat o medalie de argint și o medalie de bronz.